# Attantané
Attantané es una comuna rural del departamento de Mayahi de la región de Maradi, en Níger. En diciembre de 2012 presentaba una población censada de 71 928 habitantes.
Se ubica en el Sahel y perteneció a Gobir hasta la llegada de los franceses a finales del siglo XIX. Los principales grupos étnicos son los hausas, tuaregs y fulanis, y el idioma principal es el hausa. La agricultura es de secano y hay problemas de escasez en los pastos. Cuenta con un centro de salud inaugurado en 1998 y hay 26 escuelas primarias, aunque el analfabetismo es generalizado en la población adulta.
Se encuentra situada en el centro-sur del país, cerca de la frontera con Nigeria. Se ubica unos 25 km al noroeste de Mayahi.